# Jonas Hörling
Jonas Hörling, född den 22 mars 1659 i Stockholm, död den 19 januari 1728, var en svensk rättslärd.
Sedan han frekventerat akademierna i Åbo och Uppsala, och haft under sin tillsyn två unga friherrar Herman och Christer i släkten Fleming, blev Hörling akademisekreterare i Lund 1684, extra ordinarie professor i vältalighet 1687, kort därpå ordinarie professor och 1707 professor i romersk och inhemsk rätt, från vilket ämbete han, på underdånig ansökan, erhöll nådigt avsked 1721. Han var universitets rektor åren 1690 och 1701 samt prorektor 1716, under det att greve Carl Adolf Gyllenstierna var rector illustris. Utöver tio disputationer, för vilka Hörling presiderat, utgav han år 1685 Oratio Parentalis in obitum Principum Gustavi et ttdalrici. Mot slutet av sitt liv var han sängliggande i nio år.